# 프라이마크
프라이마크(Primark)는 아일랜드 더블린에 본사를 둔 아일랜드의 다국적 패스트 패션 소매 기업이다. 어소시에이티드 브리티시 푸즈의 자회사이며 유럽과 미국 전역에 상점들이 위치해 있다. Penneys라는 브랜드도 사용되지만 아일랜드 외 지역에서는 쓰이지 않는데 미국의 소매기업 J. C. 페니가 이 명칭을 소유하고 있기 때문이다.

## 역사
이 기업의 첫 스토어의 명칭은 Penneys였으며 1935년 어소시에이티드 브리티시 푸즈를 창립했던 아서 라이언에 의해 1969년 6월 더블린의 47 메리 스트리트에 설립되었다.